# Noah Wyle
Noah Strausser Speer Wyle (pronuncia /ˈwaɪli/) (Hollywood, 4 giugno 1971) è un attore statunitense.

## Biografia
Noah ha una famiglia numerosa, composta di 6 fratelli. Il padre è un ingegnere elettronico, mentre la madre è un'infermiera ortopedica; i suoi genitori divorziarono quando aveva 6 anni. È subito interessato alla recitazione e, già durante la scuola, frequenta un corso di teatro alla Northwestern University.
Nel 2000 Wyle si è sposato con la truccatrice Tracy Warbin, da cui ha avuto due figli: Owen Strausser Speer (nato il 9 novembre 2002) e Auden (nata il 15 ottobre 2005). La coppia ha divorziato nel 2009. Dal giugno del 2014 è sposato con Sara Wells, conosciuta durante una produzione presso il Blank Theatre Company nel 2011. La coppia ha una figlia, Frances Harper, nata il 22 giugno 2015.

### Carriera
Ottiene la sua prima parte nella miniserie della NBC Blind Faith, e nel 1991 partecipa al lungometraggio Cuori incrociati. Dopo qualche apparizione, entra anche nel cast di Codice d'onore di Rob Reiner con Demi Moore, Tom Cruise e Jack Nicholson.
È noto principalmente per aver interpretato il personaggio del dottor John Carter nella serie televisiva E.R. - Medici in prima linea; restando presente dalla prima all'undicesima stagione; ha fatto anche alcune apparizioni nella dodicesima e quindicesima stagione, ed è stato l'attore a essere apparso nel maggior numero di episodi della serie. Tra il 1995 e il 1999 ebbe molti riconoscimenti artistici per quel ruolo, soprattutto come miglior attore non protagonista. 
Ha recitato anche in diversi film come Donnie Darko, e ha fatto alcune apparizioni in altri programmi televisivi come in Friends. Nel 1999 interpreta Steve Jobs, fondatore e CEO della Apple, nel film I pirati di Silicon Valley. Nello stesso anno appare sul palco del Macworld Conference & Expo di New York, fingendo di essere proprio Steve Jobs; dopo qualche minuto il vero Jobs sale sul palco, scherzando con Wyle su come avrebbe dovuto interpretarlo.
Dal 2004 ha interpretato la serie di film per la televisione The Librarian, prodotti dal canale americano TNT, in cui recita da protagonista nei panni di Flynn Carsen, un bibliotecario di New York da cui dipende il destino del mondo. Nel 2010 viene ingaggiato ancora da TNT come protagonista della serie televisiva di fantascienza Falling Skies, scritta da Robert Rodat e prodotta da Steven Spielberg, interpretata dal 2011 al 2015.
Nel frattempo, nel 2014 viene re-ingaggiato come attore ricorrente e regista della serie TV The Librarians, spin-off dell'omonima serie di film TV da lui interpretata negli anni 2000.
Dal 2021 è nel cast principale della serie Leverage: Redemption, revival della serie Leverage - Consulenze illegali. Dal 2025 è protagonista e produttore esecutivo della serie di HBO Max The Pitt, in cui interpreta il dottor Michael "Robby" Robinavitch. Per questo ruolo ottiene la sesta candidatura agli Emmy e la prima come migliore attore protagonista in una serie drammatica.

## Filmografia parziale

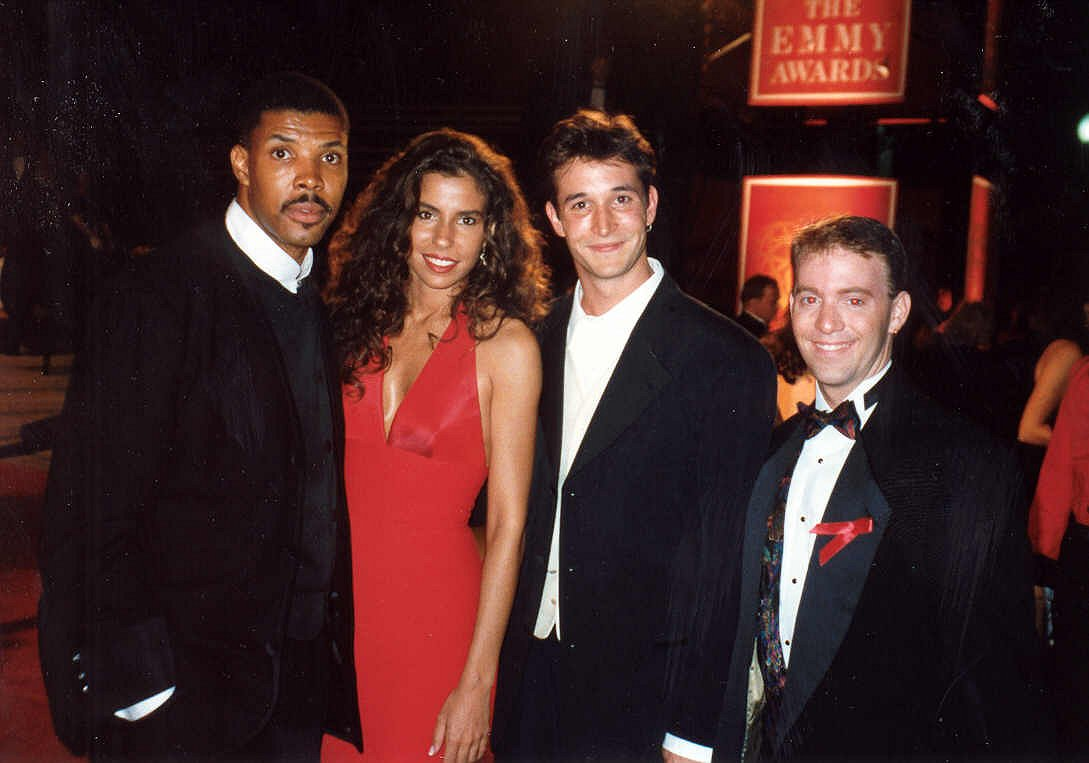
Noah Wyle assieme a Eriq La Salle, Angela Johnson ed Eric Van Danen ai Premi Emmy 1995

### Cinema
- Cuori incrociati (Crooked Hearts), regia di Michael Bortman (1991)
- Codice d'onore (A Few Good Men), regia di Rob Reiner (1992)
- Swing Kids - Giovani ribelli (Swing Kids), regia di Thomas Carter (1993)
- I ribelli (There Goes My Baby), regia di Floyd Mutrux (1994)
- I segreti del cuore (The Myth of Fingerprints), regia di Bart Freundlich (1997)
- Donnie Darko, regia di Richard Kelly (2001)
- Scene da un crimine (Scenes of the Crime), regia di Dominique Forma (2001)
- Via dall'incubo (Enough), regia di Michael Apted (2002)
- White Oleander, regia di Peter Kosminsky (2002)
- The Californians - Il progetto (The Californians), regia di Jonathan Parker (2005)
- Una sola verità (Nothing But the Truth), regia di Rod Lurie (2008)
- W., regia di Oliver Stone (2008)
- JFK - Amori di un presidente (An American Affair), regia di William Olsson (2008)
- Intrighi di potere (Below the Beltway), regia di Dave Fraunces (2010)
- Queen of the Lot, regia di Henry Jaglom (2010)
- Snake & Mongoose, regia di Wayne Holloway (2013)
- The World Made Straight, regia di David Burris (2015)
- The Silent Man (Mark Felt: The Man Who Brought Down the White House), regia di Peter Landesman (2017)
- Shot, regia di Jeremy Kagan (2017)

### Televisione
- Blind Faith, regia di Paul Wendkos – film TV (1990)
- Il grande amore di Ginevra (Guinevere), regia di Jud Taylor – film TV (1994)
- E.R. - Medici in prima linea (ER) – serie TV, 241 episodi (1994-2009) – John Carter
- Friends – serie TV, episodio 1x17 (1995)
- I pirati di Silicon Valley (Pirates of Silicon Valley), regia di Martyn Burke – film TV (1999)
- A prova di errore (Fail Safe), regia di Stephen Frears – film TV (2000)
- The Librarian - Alla ricerca della lancia perduta (The Librarian: Quest for the Spear), regia di Peter Winther – film TV (2004)
- The Librarian 2 - Ritorno alle miniere di Re Salomone (The Librarian: Return to King Solomon's Mines), regia di Jonathan Frakes – film TV (2006)
- The Librarian 3 - La maledizione del calice di Giuda (The Librarian: The Curse of the Judas Chalice), regia di Jonathan Frakes – film TV (2008)
- Falling Skies – serie TV, 52 episodi (2011-2015)
- The Librarians – serie TV, 23 episodi (2014-2018)
- Angie Tribeca – serie TV, episodio 2x06 (2016)
- The Romanoffs – serie TV, episodio 1x02 (2018)
- The Red Line – serie TV, 8 episodi (2019)
- Leverage: Redemption – serie TV, 29 episodi (2021-2023)
- The Pitt – serie TV (2025)

## Doppiatori italiani
Nelle versioni in italiano delle opere in cui ha recitato, Noah Wyle è stato doppiato da:
- Massimo De Ambrosis in Codice d'onore, The Librarian - Alla ricerca della lancia perduta, The Librarian 3 - La maledizione del calice di Giuda, The Librarians (serie TV), The Romanoffs
- Alessio Cigliano in Il grande amore di Ginevra, E.R. - Medici in prima linea, Falling Skies, Angie Tribeca, The Pitt
- Mauro Gravina in Scene da un crimine, White Oleander
- Alberto Bognanni in The Librarian 2 - Ritorno alle miniere di Re Salomone
- Claudio Moneta in I pirati di Silicon Valley, A prova di errore
- Vittorio De Angelis in I ribelli
- Fabio Boccanera in Donnie Darko
- Roberto Gammino in Friends
- Roberto Certomà in JFK - Amori di un presidente
- Roberto Chevalier in Via dall'incubo
- Luigi Rosa in The Californians - Il progetto